# Vorhang (Textilie)

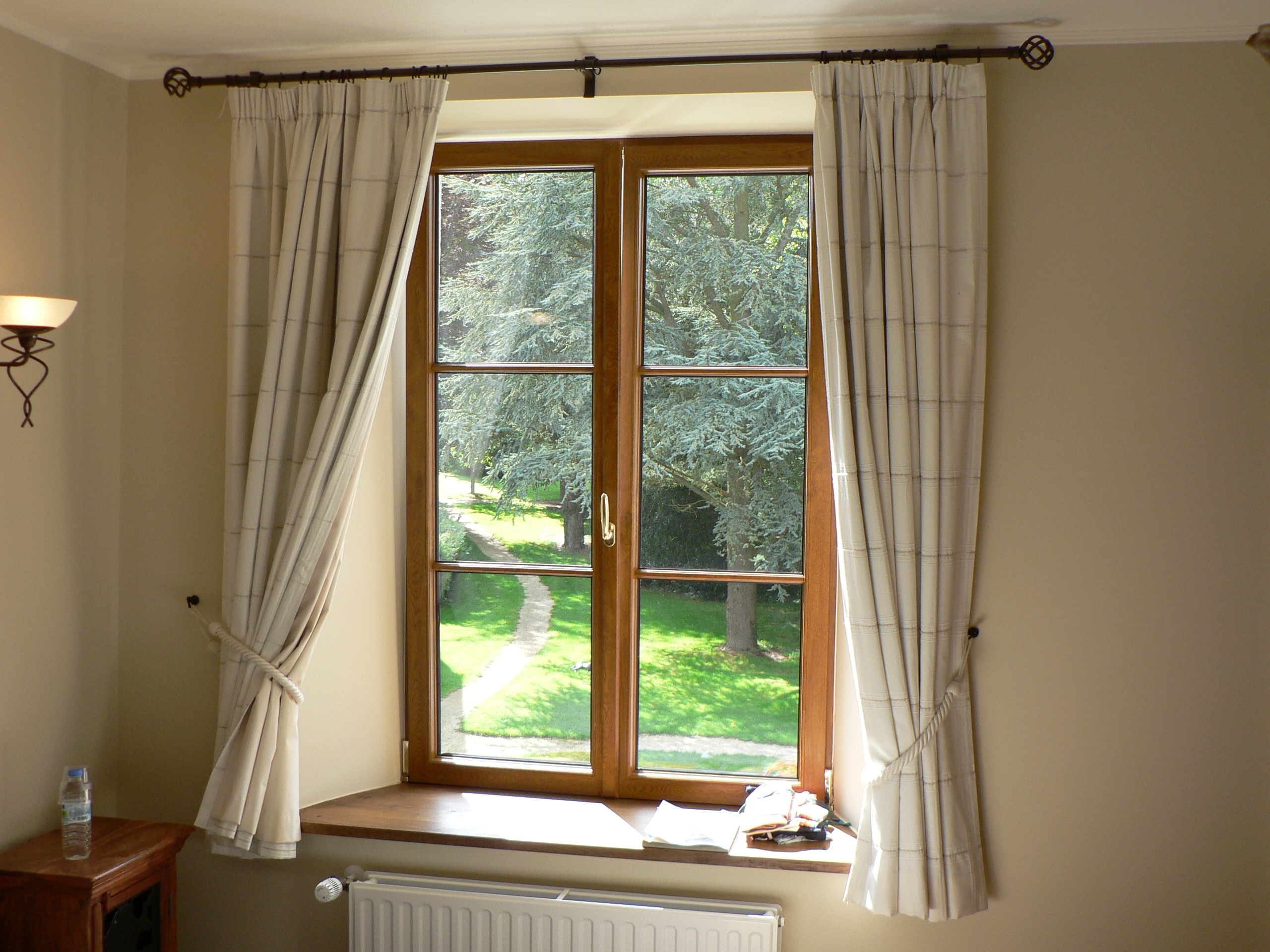
Fenstervorhänge an einer Gardinenstange

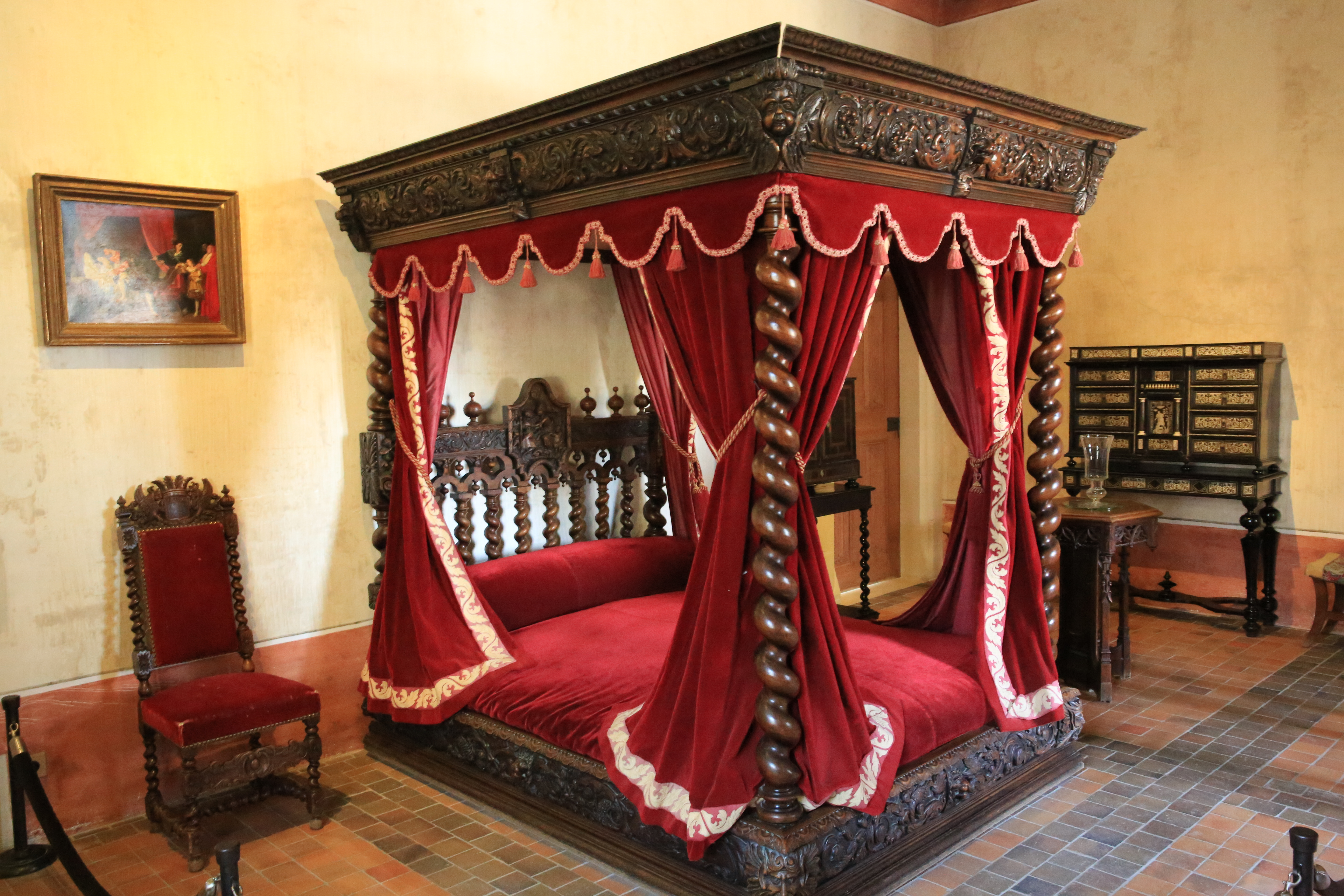
Historisches Himmelbett mit Bettvorhängen, Frankreich, Schloss Le Clos Lucé

Ein Vorhang, veraltet auch Portiere oder Rideau, ist eine größere Stoffbahn, die vor etwas gehängt wird, um es zu verdecken oder abzuschließen. In der europäischen Innenarchitektur gehörten dazu früher Bettvorhänge, heute sind vor allem Fenstervorhänge, auch Gardinen genannt, verbreitet. Im Theater gibt es den Theatervorhang.

## Wortherkunft
Das Wort Vorhang stammt von mittelhochdeutsch fürhang und ist eine Lehnübersetzung von Antependium.
Das Wort Gardine geht zurück auf cortīna, den „(Bett-)Vorhang“ in der lateinischen Bibel, das über französisch courtine, mundartlich gordène, ins Mittelniederländische entlehnt wurde. Von dort kam gordijn als „Bettvorhang“ an den Niederrhein und wurde im 15. Jahrhundert ins Niederdeutsche weitergegeben. 1616 ist es im Deutschen erstmals schriftlich belegt. Im 19. Jahrhundert entwickelte es sich weiter zur Bedeutung „Fenstervorhang“.

## Vorhänge als Fensterdekoration
Vorhänge werden zusammen mit Plissees, Rollos und Jalousien als Fensterdekoration bezeichnet. Ihnen gemein ist, dass sie von innen an bzw. vor Fenstern angebracht werden. Die Fensterdekoration ist ein innenarchitektonisches Gestaltungsmittel und beeinflusst das Raumgefühl. Vorhänge und andere Fensterdekorationen können die Fenster teilweise oder ganz bedecken, wodurch sie unerwünschte Einblicke von außen erschweren. Auf der Innenseite sollen sie außerdem das Eindringen von Licht, Staub und Lärm verhindern. Sehr dicht gewobene Vorhänge können auch Schutz vor Zugluft bieten. Viele Funktionen teilen sich Fensterdekorationen mit Sonnenschutzanlagen.

Die Begriffe Vorhang und Gardine werden häufig synonym verwendet. In der Raumausstattung wird unterschieden zwischen Gardinen als unmittelbar am oder vor dem Fenster befestigten leichten bis transparenten Textilien und Vorhängen als seitlich am Fenster befindlichen langen, schweren und dicken Stoffbahnen. 

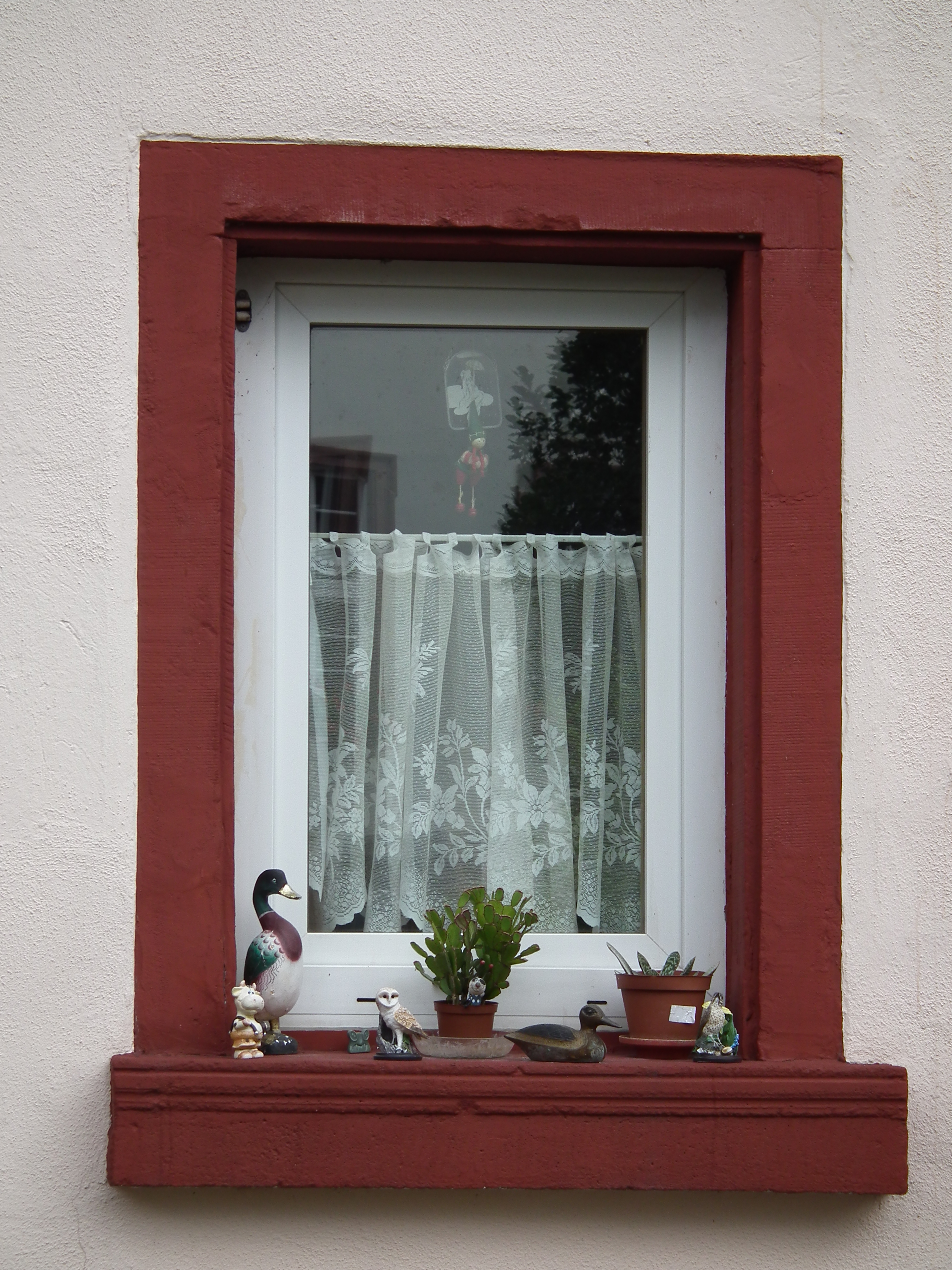
Eine Scheibengardine

Vorhänge und Gardinen können als Fertigware in Standardmaßen gekauft oder von einem Raumausstatter individuell angefertigt und als Dekoschals, Lamellen- oder Flächenvorhänge entworfen werden. In der Freihanddekorationen werden Stoffe locker über eine Stange drapiert.
Als Unterformen der Gardine gibt es etwa Stores, Raffgardinen oder Fadengardinen, die aus glatt nach unten fallenden Fäden bestehen. Gardinen, die am Fensterflügel befestigt werden, bezeichnet man als Scheibengardinen oder Scheibenhänger. Sie werden an Vitragenstangen (auch Scheibenstange oder Pinnstange) oder Klemmstangen dekoriert. 

### Material
Für Dekostoffe werden sowohl synthetische als auch Naturfasern wie Baumwolle, Leinen und Seide verwendet. Gardinen werden zu mehr als 80 % aus gewirkten Stoffen hergestellt. Üblich sind 140 cm Warenbreite bei Dekostoffen und 280 bis 300 cm bei transparenten.
Die Warenbreite kann zur Höhe verarbeitet werden. D. h. die Kette läuft senkrecht. Man spricht dann von einer verstürzten Verarbeitung.
Wenn die Warenbreite nicht ausreicht, kann die Ware aufrecht verarbeitet werden. Der Schussfaden verläuft dann waagerecht. Bei dieser Verarbeitung können beliebig viele Bahnen zusammengenäht werden. Darum spricht man auch von Bahnenware. Bekannt sind außerdem gewebte, geklöppelte, geknotete, bestickte oder beflockte Gardinenstoffe. Beispiele dafür sind etwa Bobinet, Tüll, Voile und Musselin.

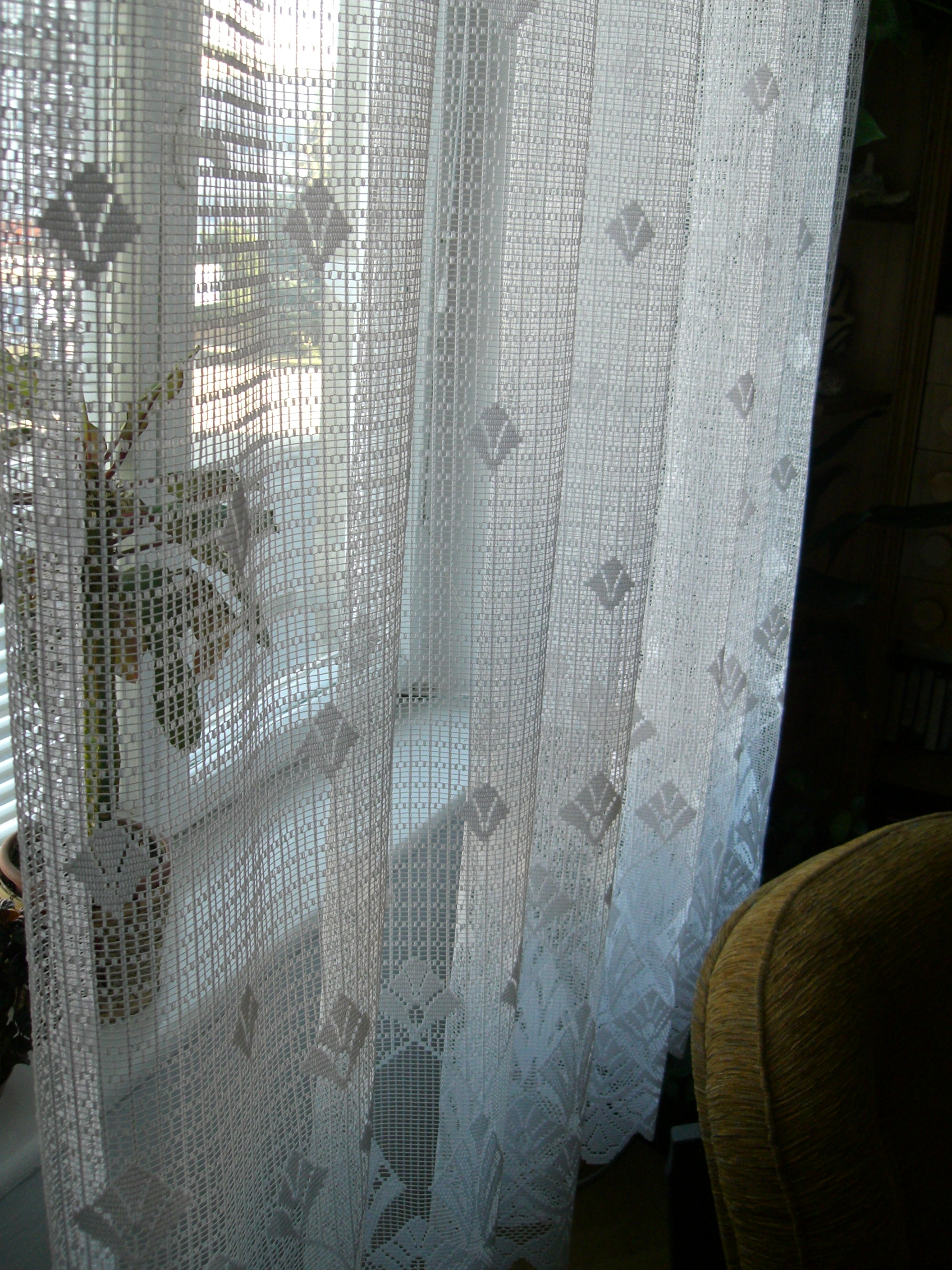
Gehäkelte Stores

Immer wichtiger werden schwer entflammbare Stoffe, da normal brennbare Gardinen ein sehr hohes Brandpotenzial darstellen. Eine wichtige Baunorm ist hier die Baustoffklasse DIN 4102 („Brandverhalten von Baustoffen und Bauteilen“). Es wird zwischen ausgerüsteten Stoffen, denen man die Eigenschaft der Schwerentflammbarkeit erst nachträglich gegeben hat, und den Stoffen aus schwer entflammbaren Fasern unterschieden.

#### Faltenbildung
Zur Faltenbildung werden die Gardinenbänder gekräuselt, indem das eingewebte Zugband herausgezogen wird. Das Falten- oder Kräuselband hat vorgegebene Faltenkronen in regelmäßigen Abständen. Smokband und Bleistiftfaltenbänder bilden kleine, schlanke Falten. Im Gegensatz dazu werden die Falten bei der Flämische Falte festgenäht und können somit später nicht mehr verrutschen. Damit die Fensterdekoration einen sauberen Abschluss hat, wird über dem Gardinenband in der Regel ein kleiner Saum, das so genannte Köpfchen, angenäht.
Bei der Aufhängung an Schlaufen oder Ösen ergeben sich die Falten von selbst.

#### Unterkanten
Die Unterkante von Fensterdekorationen wird häufig gesäumt. Dieser Saum wird oft als Bodensaum bezeichnet, um ihn vom Seitensaum zu unterscheiden. In den Saum kann zur Beschwerung ein Bleiband eingelegt werden. Dieses kann jedoch auch einfach nur angekettelt sein. Damit Flächenvorhänge und Raffrollos gerade und flächig hängen, werden sie mit einem geraden Beschwerungsstab im Bodensaum ausgestattet.
Fenstervorhänge haben teilweise einen Volantabschluss oder eine Einfassung aus Bändern oder Bordüren. Häufig werden Satinbänder eingesetzt, um einen Farbakzent zu setzen.

### Befestigungsarten

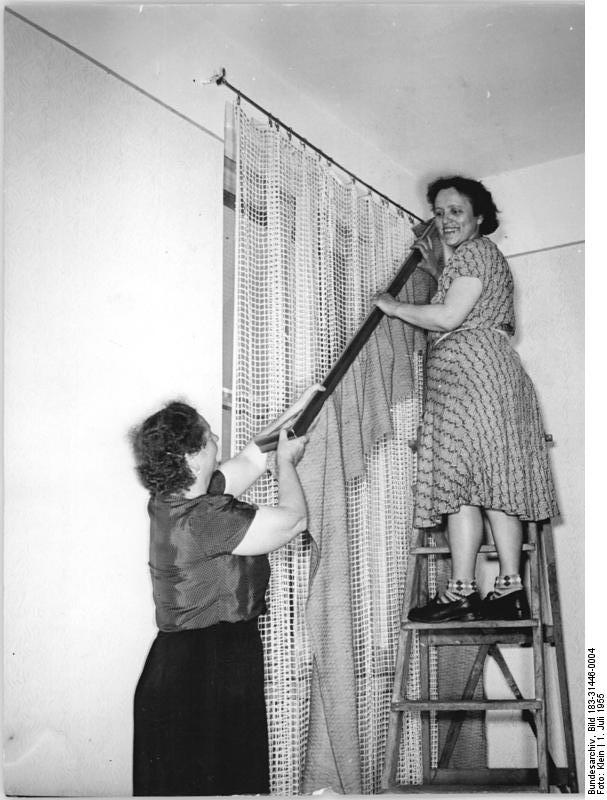
Gardinen an einer Gardinenstange, darüber wird eine Schabracke angebracht, Berlin, 1955

Fenstervorhänge und Gardinen können an einer Gardinenstange oder einer Gardinenschiene befestigt werden. Für eine Gardinenstange wird oben an der zugeschnittenen Gardine ein Gardinenband aufgenäht. In dieses werden Haken eingeschlauft, die an Ringen befestigt werden, die nun über die Stange laufen. Gardinenstangen können aus Metall, Holz oder Kunststoff gefertigt und vielfältig verziert sein. Gelegentlich wird die Gardinenstange auch durch ein gespanntes, dünnes Stahlseil ersetzt. Alternativ werden auch Schlaufen aus dem Material der Gardine verwendet. Bei diesen Schlaufengardinen liegen die in der Regel einige Zentimeter breiten, an der Oberkante der Gardine angenähten Schlaufen unmittelbar auf der Gardinenstange auf. Damit die Schlaufen leichter auf der Gardinenstange laufen, können sie über Gleithülsen gelegt werden. Eine weitere Variante ist das Einstanzen von Metallösen in den Stoff. 
Eine andere Art der Aufhängung ist die Befestigung des Gardinenstoffs an Vorhangschienen (in Österreich Karnisse). 
Vorhangschienen sind Innenlaufschienen mit einem T-förmigen oder C-förmigen Profil. Sie besitzen einen oder mehrere Läufe, in denen Rollen oder Gleiter laufen, an denen die Fensterdekoration befestigt ist. Eine Kurve bezeichnet man als Durchschleuderecke. Einen 90°-Bogen, der auf die Wand zuläuft, bezeichnet man als Retoure.
Neuere Aufhängesysteme ermöglichen auch ein Aufhängen von Schlaufengardinen direkt unter der Zimmerdecke. Dies erfolgt mit sogenannten Schlaufengleitern. Diese meist aus Kunststoff gefertigten Artikel bestehen aus einem dünnen, geraden Stab, an dessen Enden jeweils ein Gleitstein oder ein Rollenpaar sitzt. Über den Stab kann die an der Oberkante der Gardine angenähte Schlaufe gelegt werden. Der Gleitstein oder das Rollenpaar steckt in der Gardinenschiene, die Schlaufe hängt unmittelbar unter der Gardinenschiene.
Nach diesem Prinzip arbeitet auch ein weiteres Aufhängesystem, bei dem die Gardine mit Hilfe von Klettverschluss an einem Panelschlitten befestigt werden kann. Dafür eignen sich in der Regel Dekorationen, die keine senkrechten Falten haben (Flächenvorhänge etc.) am besten. Der Panelschlitten ist etwas größer als ein Schlaufengleiter und wird ebenfalls mit Rollen oder Gleitsteinen in eine Gardinenschiene eingehängt.

Zum Auf- und Zuziehen der Gardine wurde früher der Gardinenzug eingebaut, danach wurden Schleuderstäbe verwendet. Diese werden in den ersten Gardinenring oder an einem stärker oder doppelt ausgeführten ersten Gleiter festgemacht. 

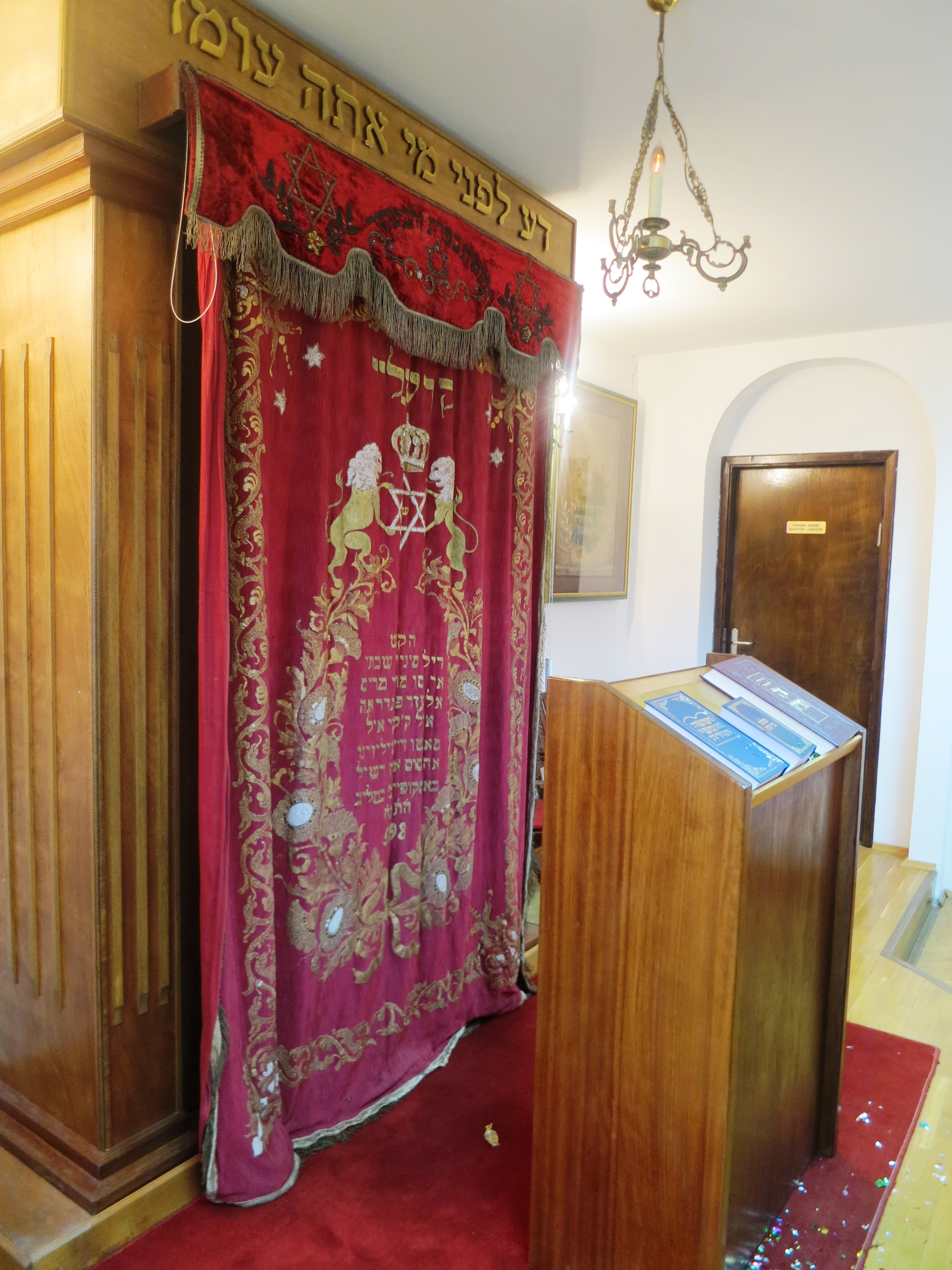
Parochet in der Synagoge Beth Jakov in Skopje

## Redensarten

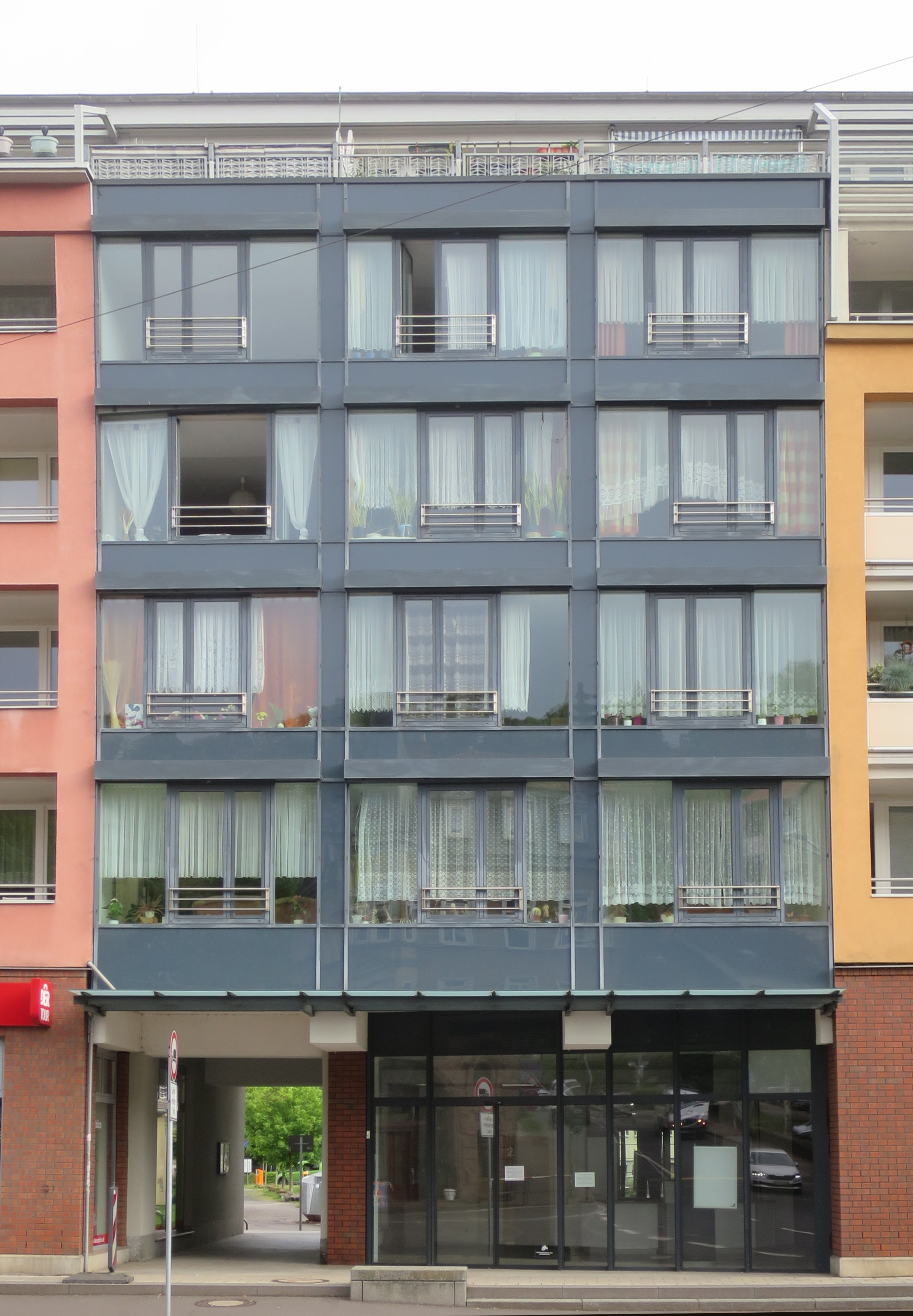
Gardinen im massenhaften Einsatz zugunsten der Privatsphäre gegen Architekten-Ideen von Transparenz

- „Einem eine Gardinenpredigt halten“: Strafpredigt halten; ursprünglich die Strafpredigt, die der Ehemann von der Ehefrau hinter den Gardinen, d. h. den Bettvorhängen bekommt.[8]
- „Hinter schwedischen Gardinen sitzen“ (Gaunersprache): Im Gefängnis sitzen. Schwedisch heißen die Gardinen möglicherweise in Erinnerung an die Gewalttätigkeiten der Schweden im Dreißigjährigen Krieg. Wahrscheinlicher ist aber der Zusammenhang mit den Eisenimporten aus Schweden, denn Stahl aus Schweden galt als besonders gut und haltbar und wurde deswegen für Gefängnisgitter verwendet.[8]